# ویندوز ۳٫۱
ویندوز ۳٫۱ مجموعه‌ای از محیط های عملیاتی ۱۶ بیتی است که توسط مایکروسافت برای استفاده در رایانه‌های شخصی تولید شده و در ۶ آوریل ۱۹۹۲ منتشر شد. اسم رمز این سیستم عامل «Janus» است.